# 富山県道342号中神通井田線
富山県道342号中神通井田線（とやまけんどう342ごう なかじんづういだせん）は、富山県富山市内を通る一般県道である。

## 概要

### 路線データ
- 起点：富山県富山市八尾町中神通
- 終点：富山県富山市八尾町井田字林腰（富山県道7号富山八尾線交点）
- 実延長：3,468m

## 沿革
- 1973年（昭和48年）3月31日 - 認定[1]

## 地理

### 通過する自治体
- 富山県富山市

### 接続する道路
- 富山市道（起点：富山市八尾町中神通）
- 富山県道200号井栗谷婦中線（富山市八尾町薄島地内で重複）
- 富山県道7号富山八尾線（終点：井田交差点）

### 周辺
- 富山市立杉原中学校
- 富山市立杉原小学校
- 富山銀行 八尾支店
- あおば農業協同組合 八尾支店
- 杉原郵便局
- オレンジマートモア店
- Aコープウインズ食鮮館
- クスリのアオキ 八尾店
- シメノドラッグ 八尾店
- コメリハードアンドグリーン 八尾店
- 神通川
- 井田川